# South Beach (televíziós sorozat, 2006)
A South Beach egy televíziós játékfilmsorozat, mely az USA-ban 2006 januárjától 2006 februárjáig futott az NPU-n. Magyarországon a TV2 mutatta be, először 2007. június 3-án. Rendezője Matt Cirulnick és egyik producere a híres énekes-színész Jennifer Lopez. A műsort a kritikusok és a nézők a Nielsen TV listáján 152. helyre sorolták, így a sorozat később megszűnt.

## Rövid cselekmény
Vincent és Matt, a két brooklyni srác úgy dönt, hogy leköltöznek a csillogással teli Miamiba (South Beachre) a jobb élet reményében. Vincentet a sok szép és csinos nő is csábítja South Beachre, de Matt csak elég pénzt akar szerezni, hogy folytathassa az egyetemet, mivel az apja elpazarolta az erre szánt összeget. Ezután Mattnek már más okok is eszébe jutnak amiért érdemes délre menniük.
Több évvel ezelőtt Matt, a csinos lánnyal Arielle-lel járt. Ennek a kapcsolatnak azért lett vége, mert Matt nem akarta korlátozni Ari nagy álmait, mivel a lány szupermodell szeretne lenni. Aztán Arielle beleszeretett Nocturnal, Miami egyik legfelkapottabb nightklubjának a vezetőjébe, Alex Bauerbe. A Noctural az előkelő Hotel Soleil-ben található, ahol a modellek, politikusok, hírességek és gazdagok töltik South Beach-i szabadidejüket. A hotelt Alex anyja, Elizabeth vezeti, egy agyafúrt üzletasszony, aki úgy hiszi fiának még nincs elég üzleti érzéke. Viszont az is kiderül, hogy a sikeres Elizabeth a fiatalabb társaságot kedveli.
Matt megérkezése, sok bonyodalmat szül Alexben, aki féltékeny barátnője előző fiújára. Elizabeth se könnyíti meg fia helyzetét, hiszen felveszi Mattet (így Matt is szem előtt tarthatja Arielle-t) a szállodába dolgozni, „tüzet oltani”. A küzdelmek verekedésig fajulnak Ariért, de végül Alex bocsánatot kér, Matt pedig elkezdi tisztelni Arielle és Alex kapcsolatát.
Vincent is munkát kap időközben a hotelnél, de később munkába áll, Robert Fuentes-hez, egy olyan befektetőnél, aki otthon van Miami sötét, illegális életében. Fuentes megpróbálja társulásra bírni Elizabethet, de a nő nem akar a férfivel közös vállalakozásba kezdeni, és állandóan visszautasítja őt.

## Szereplők
Állandó:
- Matt Evans – alakítja: Marcus Coloma
- Arielle "Ari" Casta – alakítja: Odette Yustman
- Alex Bauer – alakítja: Lee Thompson Young
- Vincent – alakítja: Chris Johnson
- Robert Fuentes – alakítja: Giancarlo Esposito
- Elizabeth Bauer- alakítja: Vanessa L. Williams

Mellék:
- Brianna – alakítja: Adrianne Palicki
- Maggie Murphy – alakítja: Meghan Ory

## Külső hivatkozások
- South Beach a PORT.hu-n (magyarul)